# Nușfalău (gmina)
Gmina Nușfalău – gmina w okręgu Sălaj w Rumunii. Jej siedzibą jest wieś Nușfalău.
Powierzchnia gminy to 36,7 km². W 2011 roku populacja gminy wynosiła 3 600 osób. Przez gminę przepływa rzeka Berettyó; gmina znajduje się około 35 kilometry od siedziby okręgu Sălaj – Zalău. Burmistrzem miejscowości jest Radu Mate.
W gminie znajduje się wybudowany w XVII wieku zamek Banffy w Nușfalău oraz wybudowany w XV wieku kościół w Nușfalău. W pobliżu gminy znajduje się rezerwat przyrody Las Lapiș.